# Agencias de Inteligencia de Israel
Las Agencias de inteligencia de Israel (hebreo קהילת המודיעין הישראלית) son las organizaciones responsables de la inteligencia, contrainteligencia y la investigación para el Estado de Israel. 

## Organizaciones

### Actuales
- Aman: Es la inteligencia militar de las Fuerzas de Defensa Israelíes, se subdivide en las siguientes:
  - Dirección de la inteligencia del aire: la unidad de inteligencia de la Fuerza aérea israelí
  - Departamento naval de la inteligencia: la unidad de inteligencia de la Armada de Israel
  - Cuerpo de inteligencia israelí: la recuperación de inteligencia y el análisis de esta por las fuerzas de defensa
  - Cuerpo de la inteligencia del campo: la unidad de inteligencia de las jefaturas del ejército
  - Las unidades de inteligencia de los cuatro comandos regionales (Comando israelí Central, Comando israelí Norte, Comando israelí Meridional).

- Mosad: la agencia responsable sobre todo del trabajo de inteligencia en el exterior.

- Shabak: la organización responsable de la seguridad interna, incluyendo en los territorios ocupados, también está a cargo de la vigilancia en embajadas y consulados de Israel.

- El centro de inteligencia de la Policía de Israel.

- El Centro para la Investigación Política: la rama de facto de la inteligencia del Ministerio de Relaciones Exteriores.

### Anteriores
- Nativ: organización responsable de traer a los judíos de países del Bloque soviético. Tras la disolución de la Unión Soviética, concluyó su papel como agencia de inteligencia y se integró en la oficina del primer ministro como departamento propio.

- Lakam (también Lekem): la agencia responsable de obtener y de asegurar tecnología secreta. Fue disuelta, y su director, Rafi Eitan, dimitido por el caso Jonathan Pollard.

#### Anteriormente a la fundación de Israel
- Mosad LeAliyá bet, organización clandestina responsable de la inmigración de judíos a la Palestina británica. Contaba con una extensa red de inteligencia, predecesora de organizaciones como Nativ y el Mosad.

## Supervisión parlamentaria
La supervisión parlamentaria sobre el actuar las agencias de Inteligencia es emprendida por el Subcomité para la Inteligencia y Servicios secretos, un subcomité de los Asuntos exteriores y el Comité de Defensa, que supervisa a las Fuerzas de Seguridad de Israel.

## Estructura y organización
La agenda de trabajo en el pasado ha tocado temas como la forma en que trabajarían las Agencias de Inteligencia; aspectos relativos a la división de responsabilidades y jurisdicciones entre el Aman, Shabak, y el Mossad; y el formato de trabajo para los tres en lo referente a las órdenes dadas por los primeros ministros y los demás ministerios. A través de los años, debido a malas experiencias o como mera cuestión de rutina, se designaron las distintas comisiones y a los inspectores para examinar el trabajo de las agencias y proponer recomendaciones.  Estas comisiones eran:
- Comisión Yadin-Saraf (1963)
- Comisión de Agranat (1973-74)
- Commision Zamir Commission (1974)
- Comisiones de Aluf Aharon Yariv (1984, 1986)
- Informes de Aluf Refael Vardi (los años 1990)
- La Comisión para investigar la red de la inteligencia que sigue la guerra en Irak (2004)

El gobierno intervino en esos asuntos en diversas ocasiones y llegó a distintas decisiones. El Interventor del Estado se puso al día respecto a la agenda de estas agencias y presentó al Knéset sus resultados y conclusiones. En 1994, el subcomité para la inteligencia también examinó los planteamientos e hizo sus recomendaciones ante el primer ministro.
La división del trabajo entre Aman, Shabak, y Mossad, en la estructura actual de las Agencias de Inteligencia, se establece generalmente sobre una base geográfica. 
A menudo hay una interconexión y traslado de los segmentos entre las organizaciones. El nivel de la coordinación y de la cooperación interregional ha sufrido en el pasado de defectos fundamentales, que tendían a perder la eficacia del trabajo de la inteligencia en varios frentes. Las organizaciones vieron la necesidad de compartir mutuamente información y de sincronizar algunas actividades.
Todavía hay cuestiones restantes que deberán discutirse en cuanto a la división de las jurisdicciones y los límites sectoriales e interregionales. En un documento conocido como "Carta Magna", los jefes de los tres servicios continúan su tentativa de llegar a acuerdos. 
El subcomité de la inteligencia sigue este discurso y examina los pasos necesarios para establecer en la práctica las principales áreas del conflicto. Si es necesario, el subcomité podía implicarse activamente en el tema para asegurar los estándares apropiados y razonables para el trabajo conjunto del Servicio de inteligencia en Israel.

## Papel del Aman
El desarrollo histórico ha destinado a Aman una gama de actividades y tareas que están convencionalmente fuera del reino de la inteligencia militar, como la responsabilidad de la investigación en materias políticas y otros asuntos marcados como no militares. 
Esto se debió en gran parte a la confianza del Estado de Israel, durante sus primeros años, en las fuerzas de defensa como un mecanismo para satisfacer las necesidades nacionales, ya que eran un sistema con capacidades de organización y con todo tipo de recursos disponibles. 
Como tal, Aman ha asumido las funciones que comúnmente serían manejadas por otras agencias de inteligencia. Algunos críticos dicen que, por consiguiente, hay una necesidad de reexaminar la posición y la tareas asumidas por los cuerpos de inteligencia dentro de la estructura actual, y transferir ciertas áreas estratégicas y políticas no militares del Aman a una autoridad civil.

## Las reformas
La Comisión para investigar la red de la inteligencia que seguía la guerra en Irak mantuvo que, a pesar de que la consolidación de la estructura de las agencias y de las ventajas ganadas por el Departamento de Investigación y la unidad 8200 del Aman durante muchos años, es tiempo de reestructurar las agencias de inteligencia de acuerdo con una distribución más apropiada del trabajo, designación profesional, así como un marco constitucional y legal correcto.
La Comisión recomendada para reformar la actual estructura de las agencias de inteligencia, terminó con cuatro servicios de inteligencia independientes, además del Consejo Nacional de Seguridad israelí, con la distinción de sus esferas de jurisdicción y responsabilidad de cada servicio:
- Aman (FDI): su jurisdicción consiste sobre todo en la “inteligencia militar”, alertar a la dirección política y a las fuerzas de defensa cuando haya la posibilidad de guerra e identificar blancos anticipadamente durante un conflicto militar limitado.
- Mosad: le corresponde hacer énfasis en una estrategia política, lo que incluye evaluar la estabilidad de los regímenes, comprometerse con la inteligencia científica-tecnológica y nuclear y la inteligencia contra el terrorismo.
- Shabak: se encarga de la seguridad del Estado, sus ciudadanos y organismos ante Palestina, ataques terroristas o subversiones internas.
- Consejo de seguridad nacional: está par evaluar las condiciones globales y preparar respuestas para la seguridad nacional.